# André Girard (chimiste)
André Girard est un médecin et chimiste français né le 23 août 1892 à Avesnes-sur-Helpe (Nord) et décédé le 26 septembre 1976 à Cannes. Il fut à l'origine du développement de la chimie des stéroïdes dans les années 30 aux Laboratoires Roussel. Le succès de ce développement très important pour Roussel, puis Roussel-UCLAF reposa en premier lieu sur la mise au point d'une série de réactifs qui ont permis l'extraction des stéroïdes animaux avec des rendements très élevés.

## Biographie
Au début des années 1910, André Girard entama des études de médecine à Paris qui furent interrompues par la grande guerre en 1914. Il les reprit en 1919 tout en poursuivant des études de chimie à la faculté des sciences. Il obtint sa licence de chimie et soutint sa thèse de médecine en 1921 à l'Université de Paris alors qu'il travaillait en tant que préparateur dans le laboratoire de chimie thérapeutique d'Ernest Fourneau à l'Institut Pasteur depuis 1920. En parallèle de son travail au laboratoire d'Ernest Fourneau, il exerce comme médecin dans une clinique parisienne pour arrondir les mensualités à mi-temps de l'Institut Pasteur. 

## Travaux

### Bismuth
Pendant ses années à l'Institut Pasteur, il met au point une formulation huileuse de bismuth dont les propriétés antisyphilitiques avaient été découvertes par Levaditi,, alors à l'Institut Pasteur et qui y pratiqua les essais de cette solution sur l'animal. La solution huileuse de bismuth fut commercialisée par le laboratoire Roussel sous le nom de Bivatol. À cette occasion (janvier 1927), un accord est établi entre Gaston Roussel et André Girard qui se concrétisa par la création d'une entreprise filiale, "Les Laboratoires Français de Chimiothérapie" (LFC), dont l'activité de recherche et de développement est très liée à la maison mère Roussel.

### Vitamine D
Aux LFC, Girard s'intéressa à la préparation de la vitamine D. En 1926-1927, Rosenheim et Windaus avaient montré que la vitamine D se formait à partir de l'ergostérol après irradiation aux UV,,. Girard modifia le procédé d'extraction de l'ergostérol en traitant de la levure sèche par saponification alcoolique. Ceci aboutit à la commercialisation par Roussel du Stérogyl,, le pendant français d'autres préparations de vitamine D telles que le Vigantol alors développé en Allemagne.

### Stéroïdes
En 1930, à la suite d'observations par Butenandt de la présence d'une fonction cétone dans la molécule d'oestrone, puis par Zondek de la forte teneur en œstrone des urines de juments gravides, André Girard et Georges Sandulesco se lancèrent aux LFC dans l'extraction d'hormones stéroïdes. Ce projet les amena à utiliser des hydrazines particulières, qui permirent d'extraire de nombreuses hormones stéroïdes avec d'excellents rendements. En 1932, à Londres, à l'occasion d'un congrès sous l'égide de la Société des Nations, alors qu'on déplorait la rareté des quantités d'œstrone purifiée disponibles, Girard sortit de sa poche sous le regard interloqué et incrédule des participants, un flacon de 25 g d'œstrone qu'il mit à leur disposition. À ce même congrès, Girard annonce l'obtention à l'état pur de nouvelles hormones œstrogènes chez le cheval (équiline (en) et équilénine (en)). Par ce coup d'éclat et ce geste, le laboratoire Roussel prenait place dans le cercle très fermé des laboratoires pharmaceutiques européens engagés dans la recherche et la production d'hormones stéroïdes et organisés en véritable cartel. Ceci servit en particulier dans des échanges et dans la libre disposition de savoir-faire dans ce domaine. 
Fort de leur avance, Girard, ses collègues et le laboratoire Roussel consolidèrent leur expertise dans la préparation de stéroïdes d'origine animale. Le laboratoire Roussel fut ainsi le premier à commercialiser la progestérone. La famille de réactifs hydraziniques connus sous le nom de réactifs de Girard et Sandulesco fut adaptée par le laboratoire Roussel au développement de méthodes d'extraction massive de molécules stéroïdes (cholestérol, acides biliaires) à partir d'organes animaux (moelle épinière, vésicule biliaire). Roussel-UCLAF produisit ainsi à la fin des années 1980 près des 3/4 de la quantité mondiale des stéroïdes de base. Girard communiqua aussi à Reichstein la méthode d'extraction de corticoïdes à partir des extraits de glandes surrénales. Celui-ci put ainsi produire les corticoïdes en quantités suffisantes pour ses travaux de caractérisation qui lui valurent le prix Nobel en 1950.